# Airtrain

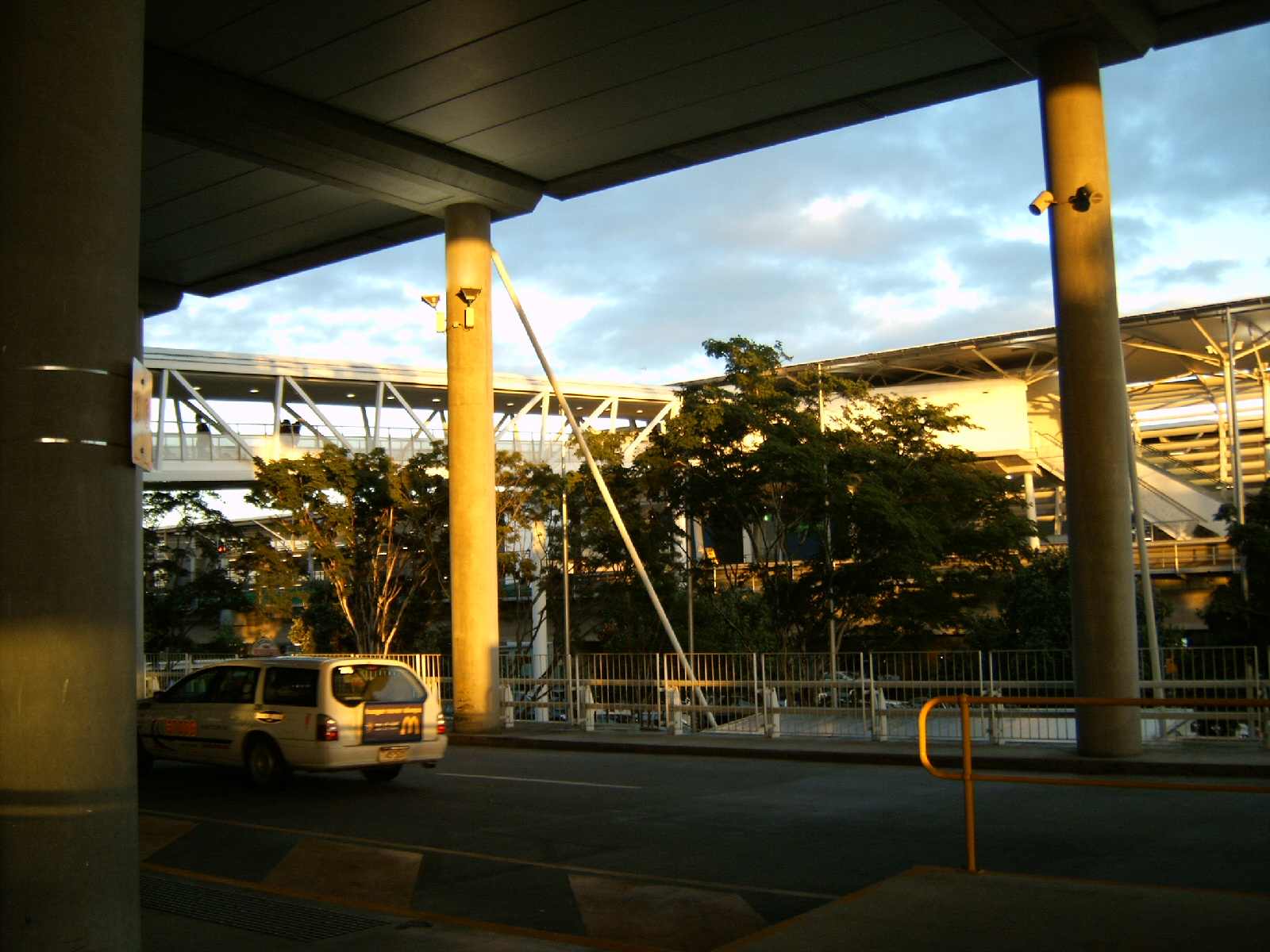
Gateway zwischen BNE International Terminal und Airtrain

Der Airtrain ist eine schnelle (ca. 20 min) Zugverbindung zwischen den beiden Terminals (International und Domestic) des Brisbane International Airport einerseits und dem Stadtzentrum von Brisbane (Station Brisbane Central) andererseits. Die Zugfolge ist näherungsweise halbstündlich, die meisten Züge fahren auch direkt weiter zur touristisch wichtigen Gold Coast.
Die Bahnsteige des Airtrain sind durch Übergänge direkt von den beiden Terminals erreichbar, Gepäcktrolleys können dadurch fast bis zum Bahnsteig mitgeführt werden.
Als besonderen Service (ungewöhnlich für australische Verhältnisse) bietet der Airtrain-Betreiber für die Wartezeit an den Flughafenterminals auf den Bahnsteigen einen zeitlich begrenzten (30 min) kostenlosen Internetzugang per WLAN an.